# Ботвинник, Семён Вульфович
Семён Ву́льфович Ботви́нник (16 февраля 1922, Петроград — 29 апреля 2004, Санкт-Петербург) — советский и российский поэт, переводчик.

## Биография
В 1940 году, закончив среднюю школу, поступил в Военно-морскую медицинскую академию. Участник Великой Отечественной войны. В первые месяцы войны оборонял Ленинград в составе бригады морской пехоты, участвовал в пешем переходе через Ладогу (32 км по льду). А с октября 1941 года работал в госпитале по приему раненых, ассистируя при операциях. Летом 1943 года был направлен на Северный флот курсантом-стажером на военное связное судно, ходившем в Баренцовом море. День Победы встретил в должности военного врача, служил на Балтике. После демобилизации жил в Ленинграде. В 1949 году защитил кандидатскую диссертацию по медицине, работал врачом станции переливания крови (до 1983 года). Занимался спортом (бокс).
В период войны стихи Ботвинника печатали в многотиражной газете «Военно-морской врач», в газете «Красный Балтийский флот». После войны в журналах «Звезда» и «Ленинград», в газете «Страж Балтики» появились циклы стихов Ботвинника, а в 1948 году вышла первая книга стихов «Начало».
С 1948 года — член Союза писателей. С 1975 года около двадцати лет руководил секцией поэзии Ленинградской организации. Был составителем и редактором сборника «День Поэзии». Переводил стихи И. Франко, Т. Табидзе, Г. Тукая, В. Терьяна, Сабира, А. Акопяна, О. Туманяна, Я. Райниса, М. Джалиля, П. Тычины и др. для серии «Библиотека поэта». Его перевод «Слова о полку Игореве» высоко оценил Д. С. Лихачёв. Вышло около двух десятков авторских сборников стихов: «Начало» (1948), «Ночные поезда» (1965), «Ступени» (1969), «Стихотворения» (1973), «Лирика (1976), «Полдень» (1978), «Рядом с тобой» (1982), «Годы» (1983), «Поздний свет» (1986), «Избранное» (1989), «Объясняюсь в любви» (1991), «Забегом лет, за их лавиной» (1995), «Книгу храни и свечу» (2001) и др. В последние годы Ботвинник работал в редакционном совете по составлению «Антологии петербургской поэзии начала XXI века» (2005).
Много ездил по стране и за рубежом в составе писательских делегаций. Проживал в доме писателей на улице Ленина, 34 — в том же доме, где жили Анна Ахматова, Вадим Шефнер, Николай Браун, Александр Бартэн и другие знаменитые литераторы.

## Семья
Жена — Нина Борисовна Мурина (1927—2017). Сын — Виктор Семёнович Ботвинник (род. 1953), врач-невролог, живёт в Германии. Внук — Евгений Викторович Ботвинник (род. 1976), художник-иллюстратор. Внучка — Анна Викторовна Ботвинник (род. 1984), работает администратором. Внучатая племянница — Александра Валерьевна Романова (род. 1981), художник и писательница, автор нескольких книг.

## Признание и награды
В 2000 году правительство Санкт-Петербурга присвоило Семёну Ботвиннику звание лауреата в области литературы, за большой вклад в развитии поэтического творчества среди молодого поколения города, находясь на посту руководителя секции поэзии при Союзе писателей города на Неве.

## Память
Похоронен на Смоленском православном кладбище в Санкт-Петербурге. 

В холле Управления 4-го факультета Военно-медицинской академии Петербурга 21 октября 2005 года была открыта мемориальная доска в память о петербургском поэте Семене Ботвиннике. Автор барельефа - скульптор Григорий Ястребенецкий.

## Избранные сочинения
- Начало: стихи. П., 1948;
- Навстречу ветру: стихи. Л., 1957;
- Ночные поезда: стихи. Л., 1965;
- Ступени: стихи. Л., 1969;
- Стихотворения. М., 1973;
- Осенние костры: стихи. Л., 1974;
- Лирика. Л., 1976;
- Зеленые миры: стихи. Л., 1977;
- Полдень: стихи. Л., 1978;
- Сады в снегу: стихи. Л., 1981;
- Рядом с тобой: стихи. Л., 1982;
- Годы: стихи. Л., 1983;
- Поздний свет: стихи. Л., 1986;
- Избранное. Л., 1989;
- За бегом лет, за их лавиной… Л., 1995;
- Книгу храни и свечу: стихи. Л., 2000;
- Времена: стихи. Л. 2001.
- Поздний свет. Избранное. СПб, «Logos», 2005.